# Namıs FK Almatı
Namıs FK Almatı (Kazachs Намыс ФК Алматы) was een voetbalclub uit de toenmalige hoofdstad van Kazachstan, Almaty.
Na het uitroepen van de onafhankelijkheid van Kazachstan op 16 december 1991 schieten de voetbalclubs als paddenstoelen uit de grond. Namıs FK Alma-Ata (Kazachs Намыс ФК Алма-Ата) - uit 1992 is er een van. De club promoveert in 1993 al naar de Premjer-Liga, maar degradeert na een jaar alweer. In 1994 is het bereiken van de achtste finale van de Beker van Kazachstan het laatste wapenfeit van de club (die op dat moment al Namıs FK Almatı heet, omdat de stad officieel een nieuwe naam heeft gekregen), tot ze in 1996 wegens gebrek aan succes en financiële middelen wordt opgeheven.

## Erelijst
-

## Historie in dePremjer-Liga
| Jaar | Competitie | Prestatie                                                                           | (Naam)            |
| ---- | ---------- | ----------------------------------------------------------------------------------- | ----------------- |
| 1992 | Topdivisie |                                                                                     |                   |
| 1993 | Topdivisie | 10de plaats in voorrondegroep B, 23ste (11de) in de degradatiegroep en gedegradeerd | Namıs FK Alma-Ata |
| 1994 | Topdivisie |                                                                                     |                   |
| 1995 | Topdivisie |                                                                                     |                   |
| 1996 | Topdivisie |                                                                                     |                   |

## Naamsveranderingen
Alle naamswijzigingen van de club op een rijtje:
| Jaar (Datum) | Nieuwe naam (Russisch: Nederlandse transcriptie) (Kazachs: Qaydar-transcriptie) | Nieuwe Russische naam (t/m 1991) | Nieuwe Kazachse naam (vanaf 1992) |
| ------------ | ------------------------------------------------------------------------------- | -------------------------------- | --------------------------------- |
| 1992         | Namıs FK Alma-Ata                                                               |                                  | Намыс ФК Алма-Ата                 |
| 1994         | Namıs FK Almatı                                                                 |                                  | Намыс ФК Алматы                   |

Premjer-Liga · 
birinşi lïgası ·
Beker van Kazachstan · 
Supercup van Kazachstan

Kazachse deelnemers aan de AFC-toernooien · 
Kazachse deelnemers aan de UEFA-toernooien

Kazachse voetbalbond · 
Kazachs voetbalelftal